# Shuzenji Romney Railway
| Shuzenji Romney Railway | Shuzenji Romney Railway |
| ----------------------- | ----------------------- |
| Dampflok Cumbria        |                         |
| Streckenverlauf         |                         |
| Streckenlänge:          | 1,2 km                  |
| Spurweite:              | 381 mm (Liliputbahn)    |
|                         |                         |

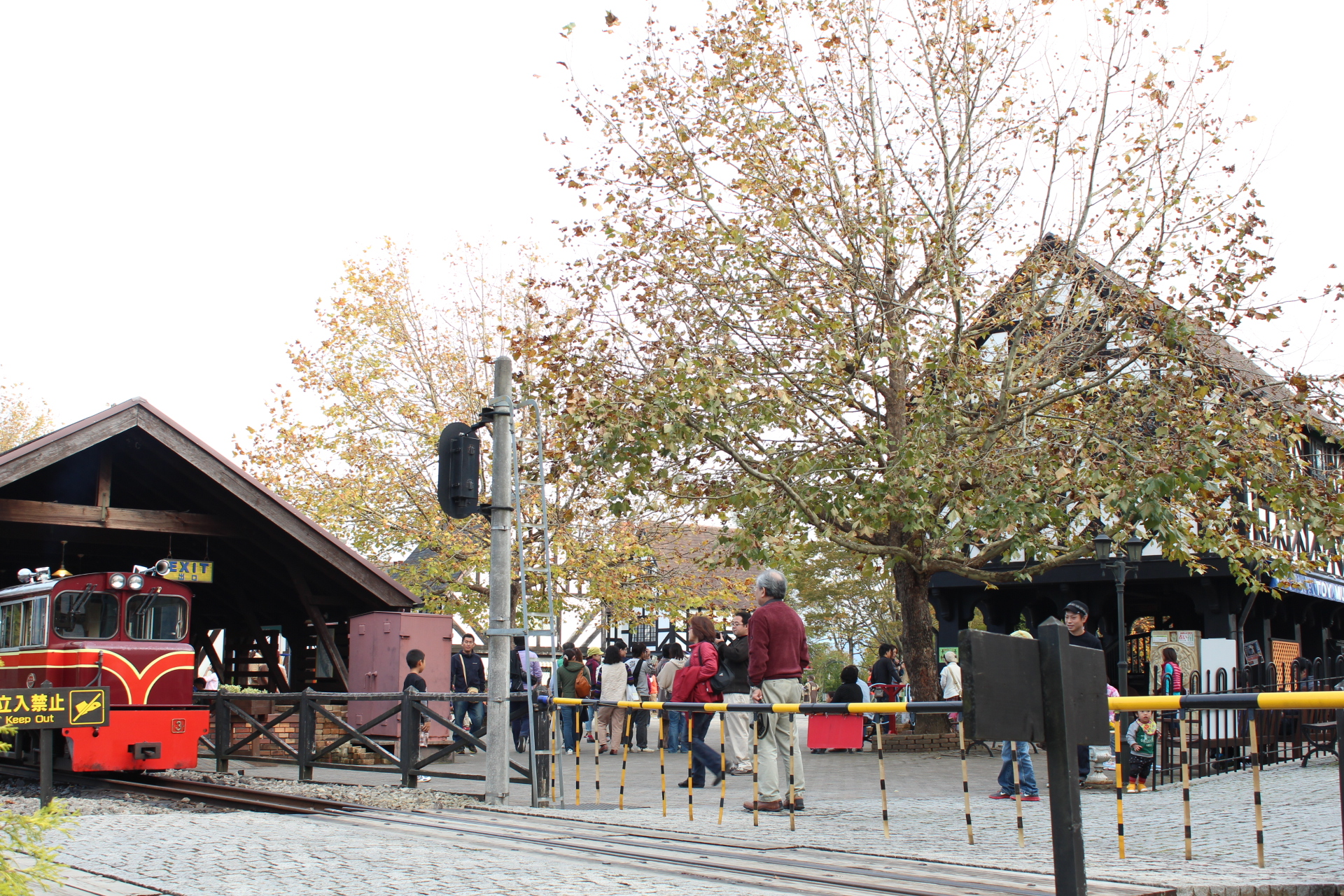
Bahnhof Romney im britischen Dorf

Die Shūzenji Romney Railway (修善寺ロムニー鉄道) ist eine öffentlich zugängliche 1,2 km lange Parkeisenbahn mit einer Spurweite von 15 Zoll (381 mm) im Niji-no-Sato (Regenbogen-Park) in Izu, Shizuoka auf der Izu-Halbinsel in Japan.

## Streckenverlauf
Die in einem privaten Freizeitpark verlaufende Bahnlinie verbindet das nach kanadischem Vorbild erbaute Dorf Nelson mit dem nach britischem Vorbild erbauten Dorf Romney.

## Schienenfahrzeuge
Die Schienenfahrzeuge ähneln denen der englischen Romney, Hythe & Dymchurch Railway an der Ärmelkanal-Küste in Kent, die 1927 eröffnet wurde. Es gibt sowohl Dampf- als auch Diesellokomotiven und geschlossene Personenwagen. Die wichtigsten Dampflokomotiven wurden nach dem Vorbild der 2-6-2 Dampflok Northern Rock der Ravenglass and Eskdale Railway in Cumbria, England gebaut.

### Lokomotiven
| Nr.     | Name               | Lackierung              | Antrieb | Achsfolge | Hersteller                       | Baujahr | Status                       |
| ------- | ------------------ | ----------------------- | ------- | --------- | -------------------------------- | ------- | ---------------------------- |
| 1       | Northern Rock II   | Highland Railway Grün   | Dampf   | 2-6-2     | Ravenglass & Eskdale Railway     | 1989    | Betriebsbereit               |
| 2       | Ernest W. Twining  | Dunkelblau              | Dampf   | 4-6-2     | G & S Co.                        | 1950    | Statisches Ausstellungsstück |
| 3       | John Southland II  | Zweifarbig Rot          | Diesel  | B-B       | TMA Engineering                  | 1988    | Betriebsbereit               |
| 4       | Cumbria            | Braunschweigisches Grün | Dampf   | 2-6-2     | Ravenglass & Eskdale Railway     | 1992    | Betriebsbereit               |
| 5       | City of Birmingham | Zweifarbig Grün         | Diesel  | 0-6-0     | TMA Engineering                  | 1992    | Betriebsbereit               |
| C11 328 |                    | Schwarz                 | Dampf   | 2-6-4T    | Kanazawa Institute of Technology | 1995    |                              |